# Jon Kennedy
Jon Kennedy – brytyjski perkusista, twórca muzyki elektronicznej i DJ z brytyjskiego Stockport.
Podczas występów na żywo z sześcioosobowym zespołem Kennedy gra na perkusji.
Wśród muzyków, którzy mieli wpływ na niego jako artystę, Kennedy wymienia Petera Framptona, Electric Light Orchestra, Davida Essexa i "Jeff Wayne’s Musical Version of the War of the Worlds".

## Dyskografia
- We're Just Waiting for You Now (2001, Tru Thoughts)
- Take My Drum to England (2003, Grand Central Records)
- Useless Wooden Toys (2005, Grand Central Records)
- 14 (2008, Organik Records)
- Useless Wooden Toys Remixed (2012, The Jon Kennedy Federation)
- Strengthen the Roses (2012, The Jon Kennedy Federation)
- Corporeal (2013, The Jon Kennedy Federation)